# پایگاه هوایی میساوا
پایگاه هوایی میساوا (به انگلیسی: Misawa Air Base) یک فرودگاه است. این فرودگاه در شهر توادا، آئوموری کشور ژاپن قرار دارد.